# Terpios vestigium
Terpios vestigium är en svampdjursart som först beskrevs av Carter 1880.  Terpios vestigium ingår i släktet Terpios och familjen Suberitidae. Inga underarter finns listade i Catalogue of Life.